# Taxetweiher
Der Taxetweiher oder Eisweiher Ismaning ist ein Baggersee in Ismaning. Der Name des Weihers stammt vermutlich vom Gebiet, auf dem sich der Weiher heute befindet, das auf historischen Karten als „Schinder-Daxet“ bezeichnet wird.
Der Weiher ist heute Naherholungsgebiet und Badegewässer.